# Poème de l'amour
Le Poème de l'amour, op. 48 de Louis Vierne est un cycle de quinze mélodies pour chant et piano sur des poèmes extraits des Caresses  de Jean Richepin.
Composées durant l'été 1924, après l'achèvement de la Cinquième symphonie pour orgue op. 47, les mélodies sont dédiées à Madeleine Richepin, cousine du poète et compagne du compositeur, qui en assure la première audition en 1930 à la Société nationale de musique. La partition est publiée en 1927 par les éditions Lemoine.

## Composition
Louis Vierne compose le Poème de l'amour durant l'été 1924 passé en vacances à Dinard, à l'intention de la soprano Madeleine Richepin. Dans la production du compositeur consacrée au chant, ce recueil de mélodies prend place après les Cinq poèmes de Baudelaire op. 45 et juste après l'achèvement de la Cinquième symphonie pour orgue op. 47. Il s'agit donc d'une partition de la pleine maturité du compositeur, « de la même encre, et d'une inspiration voisine » des Spleens et détresses op. 38 composés sur des vers de Verlaine , selon Bernard Gavoty. 
De fait, « c'est Richepin lui-même qui choisit pour Vierne poèmes et titres, puis qui les répartit en quatre suites, aux noms empruntés au calendrier révolutionnaire : Floréal, Thermidor, Brumaire, Nivôse ». Jean Richepin est un cousin de Madeleine, qui lui a présenté le musicien. Les deux hommes ont immédiatement sympathisé : « Il faut dire que le poète « forte gueule » est un rien anarchiste, avec une âme bohème et un caractère très indépendant… »

## Création
La première audition du Poème de l'amour a lieu lors d'un concert de la Société nationale de musique, par la dédicataire Madeleine Richepin accompagnée par le compositeur, à une date non précisée durant l'année 1930. La partition était éditée depuis 1927 par les éditions Lemoine.

## Présentation

### Mélodies
Le Poème de l'amour comprend quinze mélodies réparties en quatre grandes sections :
I. Floréal
1. « Le jour où je vous vis » —
2. « Au jardin de mon cœur » —
3. « Le Bateau rose » —

II. Thermidor
1. « Donne-moi tes baisers » —
2. « Le trésor » —
3. « Rondeaux mignons » —
4. « Abdication » —

III. Brumaire
1. « Sonnet d'automne » —
2. « Les Sorcières » —
3. « Air retrouvé » —
4. « Le Bateau noir » —

IV. Nivôse
1. « Jour d'hiver » —
2. « Souvenir » —
3. « Angoisse » —
4. « Sombres plaisirs » —

### Analyse
Bernard Gavoty expose « le dessein de l'argument poétique qui est d'assimiler les étapes de l'amour aux saisons de l'année, mais est-il besoin d'ajouter que celles-ci se répartissent fort inégalement, que les beaux jours sont rares et les mauvais nombreux ? »
Ainsi, « l'analogie avec Les Amours du poète est assez sensible, au moins dans le dessein général, et si un demi-siècle sépare Henri Heine de Richepin, on ne peut dire que le plus moderne des deux témoigne d'un romantisme assagi : ce sont les mêmes extases, les mêmes mélancolies et les mêmes angoisses » et, « mise à part la question du rapprochement poétique, les mérites musicaux de l'œuvre sont indéniables ». Franck Besingrand souligne « l'adéquation parfaite entre le texte souvent enflammé, exaltant le sentiment amoureux, et la trame musicale imaginée par Vierne, sa « dramaturgie » en quelque sorte ». Le compositeur Jean Huré se montre sensible à ce que ces mélodies contiennent « des émotions variées, de la plasticité musicale ». 
Les audaces n'y manquent pas : Le bateau noir nous mène, « par la violence de sa ligne vocale — décuplée par des unissons rageurs du piano — à la limite de la folie… Cette musique, par sa conclusion abrupte, presque terrifiante, semble vouloir nous précipiter dans quelque abîme ! » Plus encore, « la dernière mélodie, Sombres plaisirs, par sa seule force, évoque le destin de Vierne : c'est peu dire la violence et la révolte qui se dégagent du discours haché, avec un piano véritablement survolté, semblant vouloir briser le cadre du poème… »
Pour toutes ces qualités, « la place du Poème de l'amour, comme des Spleens et détresses, est auprès des œuvres du même genre de Chausson, de Fauré et de Duparc ».

## Discographie
- Louis Vierne : Mélodies (vol.2) Stances d'amour et de rêve, Le Poème de l'amour, etc. par Mireille Delunsch (soprano) et François Kerdoncuff (piano) (2005, CD Timpani 1C1091)
- Louis Vierne : Le Poème de l'amour, Psyché, Ballade du désespéré par Michael Bundy (baryton) et Jeremy Filsell (piano) (2010, CD Naxos 8.572346)

### Ouvrages généraux
- Christian Goubault, Brigitte François-Sappey et Gilles Cantagrel (dirs.), Guide de la mélodie et du lied, Paris, Fayard, coll. « Les Indispensables de la musique », 1994, 916 p. (ISBN 2-213-59210-1, OCLC 417117290, BNF 35723610), « Louis Vierne », p. 801–802

### Monographies
- Franck Besingrand, Louis Vierne, Paris, Bleu nuit éditeur, coll. « Horizons » (no 28), 2011, 176 p. (ISBN 978-2-35884-018-7)
- Bernard Gavoty, Louis Vierne : La vie et l'œuvre, Paris, Buchet/Chastel, 1980 (1re éd. 1943), 322 p.

### Articles
- Jean Huré, « Le Poème de l'amour de L. Vierne », Le Monde musical,‎ 31 mai 1929